# Нагірна рівнина

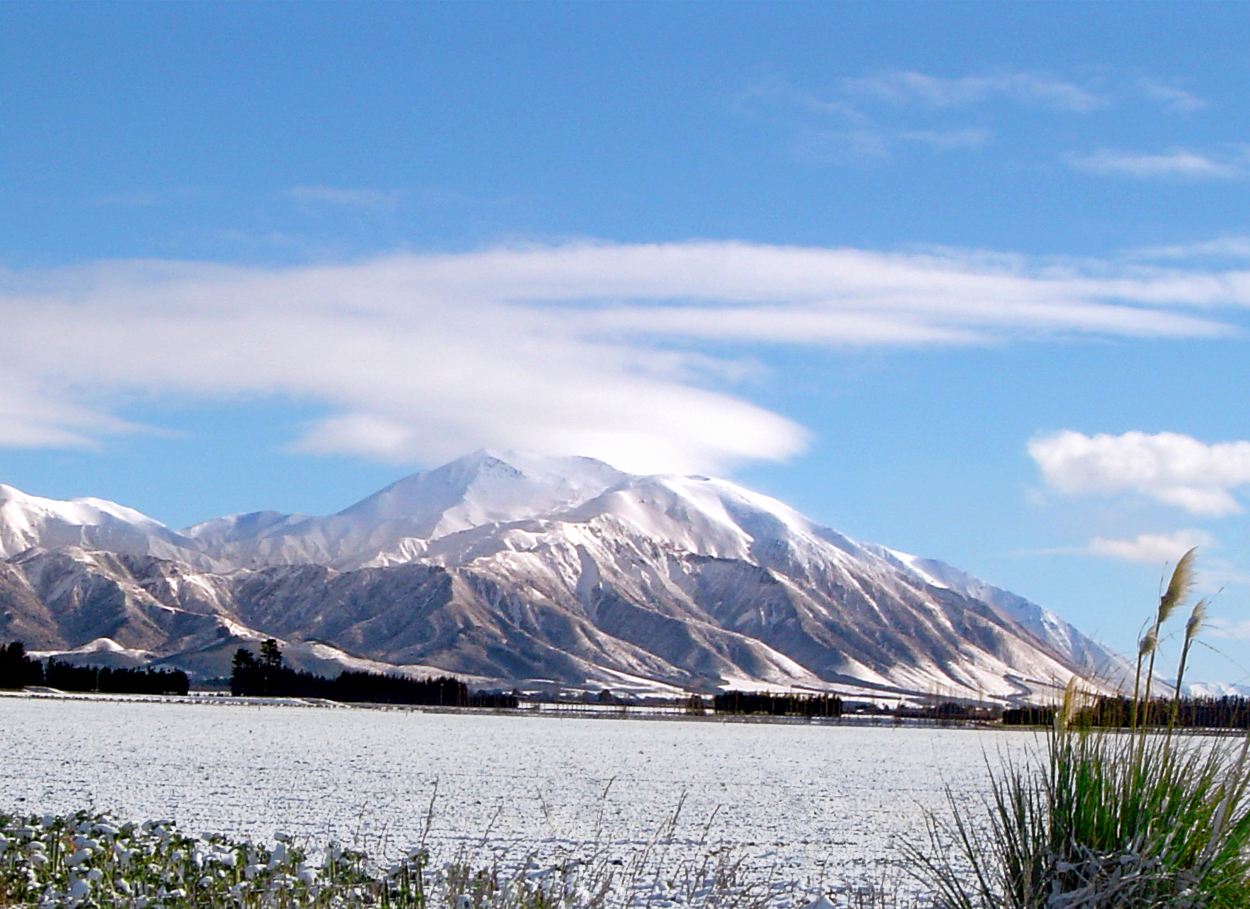
Нова Зеландія

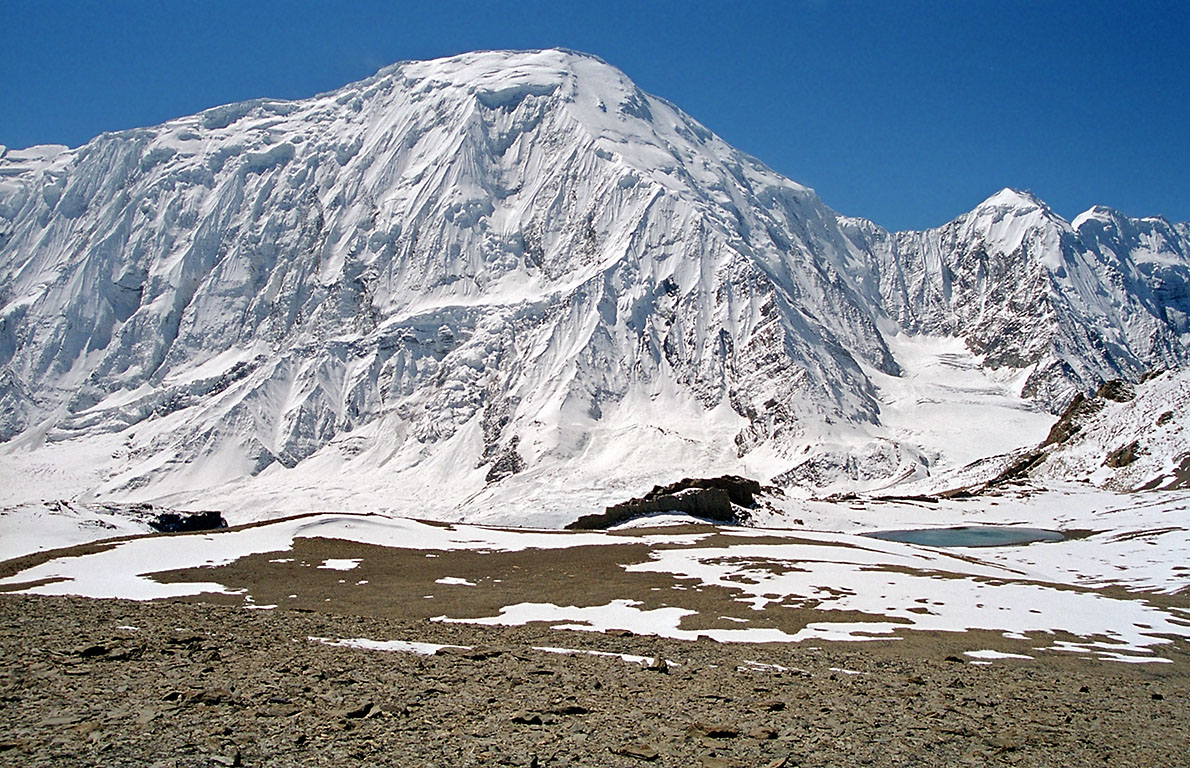
Гімалаї

Нагі́рна рівнина́ (рос. нагорная равнина, англ. mountain plain, нім. Gebirgsebene f) — рівнина, яка розташована високо в горах. Нагірні рівнини бувають різного генезису. На відміну від плато менше розчленована. 